# Arctic Air
Arctic Air é uma telessérie canadense de drama de ação criada por Ian Weir e exibida no CBC Television por três temporadas (2012-14). O cancelamento foi devido a cortes no orçamento do canal após ele perder os direitos de exibição do NHL. A série recebeu muitas indicações em diferentes categorias do Leo Awards e do Canadian Screen Awards.

## Sinopse
Arctic Air é sobre uma companhia aérea com sede em Yellowknife e a família rebelde que a administra. Os episódios se concentram em conflitos interpessoais entre os personagens, bem como em missões de vôo desafiadoras com uma frota de Douglas DC-3, de Havilland Canada DHC-3 Otter e outras aeronaves. Cada episódio tem uma ou mais missões de vôo, sendo várias agitadas e imprevisíveis. Os pilotos encaram resgates de avalanche, bombardeios aéreos, perseguições policiais, assassinos em série e etc.

## Elenco

### Principal
- Adam Beach como Bobby Martin
- Pascale Hutton como Krista Ivarson
- Kevin McNulty como Mel Ivarson
- Stephen Lobo como Dev Panwar
- Carmen Moore como Loreen Cassway
- John Reardon como Blake Laviolette
- Timothy Webber como Cece Cooper
- Emilie Ullerup como Astrid Poulsen (Recorrente temporada 1; Principal temporadas 2 e 3)

### Recorrente
- Tanaya Beatty como Caitlin Janvier
- Adam DiMarco como Kirby Nystoruk
- Sera-Lys McArthur como Hailey Martin
- Lexa Doig como Petra Hossa
- Brian Markinson como Ronnie Dearman
- Aleks Paunovic como Jim McAllister
- Michelle Thrush como Deanna Martin
- Jaren Brandt Bartlett	como Nelson Janvier
- West Tomelden como Connor
- Emma Lahana como Alex
- Nathaniel Arcand como Bruce Ward
- Ben Cotton como Russell Comstock
- Mike Dopud como Kimbo Comstock
- Edward Ruttle	como Tommy Pembroke
- Niall Matter como Tag Cummins
- Rebecca Marshall como Lindsay Gallagher

## DVDs
A Entertainment One lançou no Canadá todas as temporadas completas. A primeira dia 20 de novembro de 2012, a segunda dia 7 de janeiro de 2014 e a terceira dia 14 de outubro de 2014.